# Bahnhof Bad Reichenhall
Der Bahnhof Bad Reichenhall ist der Bahnhof der oberbayerischen Stadt Bad Reichenhall. Er liegt am Rande der Innenstadt und verknüpft die Bahnstrecke Freilassing–Bad Reichenhall mit der Bahnstrecke Bad Reichenhall–Berchtesgaden. Darüber hinaus existiert im Stadtgebiet der Haltepunkt Bad Reichenhall-Kirchberg.

## Geschichte
Der Bahnhof Reichenhall, seinerzeit noch ohne den Zusatz Bad, wurde am 1. Juli 1866 als Endbahnhof der von Freilassing her kommenden Strecke eröffnet. Damals gehörte das Bahnhofsareal jedoch noch zur eigenständigen Gemeinde St. Zeno, die 1906 nach Bad Reichenhall eingemeindet wurde. Mit dem Bau der Strecke nach Berchtesgaden wurde der Bahnhof zu einem Durchgangsbahnhof.
1896 wurde am Bahnhof ein Posthaus für rund 87.000 Mark erbaut, das 1906 durch einen sechs Meter langen Anbau an der Südseite ergänzt wurde. Seit 1914 ist der Bahnhof elektrifiziert.
Das 1866 errichtete Empfangsgebäude wurde beim Luftangriff 1945 komplett zerstört. Ein von den Architekten Bühlmeyer und Fackler entworfener Neubau wurde in den Jahren 1953 bis 1955 errichtet. Das ornamentale Fresko in der Bahnhofshalle schuf der einheimische Künstler Hermann Ober. Es stellt das Schöpfwerk in der Alten Saline, Szenen aus dem Salztransport mit Schiffen, der Salzgewinnung und der Heilanwendung der Sole.
2012 wurde der Bahnhof modernisiert und mit einem Blindenleitsystem ausgestattet.
Der Bahnhof Bad Reichenhall ist neben dem Haltepunkt Bad Reichenhall-Kirchberg eine von zwei Bahnstationen in Bad Reichenhall.

## Verkehr
Im Schienenpersonennahverkehr wird Bad Reichenhall von der S-Bahn Salzburg bedient. Schienenpersonenfernverkehr findet formal nicht statt, denn das Intercity-Zugpaar Königssee der Linie 24 von Hamburg nach Berchtesgaden verkehrt südlich Freilassing als Regional-Express. Zur Überführung der Intercity-Wagen nach Freilassing verkehrt ein weiteres Regional-Express-Zugpaar.
| Linie           | Betreiber               | Verlauf                                                          | Frequenz              |
| --------------- | ----------------------- | ---------------------------------------------------------------- | --------------------- |
| S-Bahn Salzburg | Bayerische Oberlandbahn | Bad Reichenhall – Freilassing – Salzburg – Schwarzach-St. Veit   | stündlich             |
| S-Bahn Salzburg | Bayerische Oberlandbahn | Freilassing – Bad Reichenhall – Berchtesgaden                    | stündlich             |
| RE 24           | DB Fernverkehr          | (Hamburg-Altona –) Freilassing – Bad Reichenhall – Berchtesgaden | zwei Zugpaare täglich |

## Anschlüsse
Am Bahnhof Bad Reichenhall bestehen Anschlüsse zu den Linienbussen des Stadtverkehrs sowie nach Teisendorf über Anger, Königssee über Berchtesgaden, Traunstein, sowie nach Salzburg und in den Pinzgau. Die Überlandverbindungen werden von den Bussen des Regionalverkehr Oberbayern, dem ÖBB-Postbus sowie der Salzburg AG angeboten. Am Bahnhof befindet sich auch ein Taxistand. Der Bahnhof bildet damit den wichtigsten Verkehrsknoten im Stadtgebiet.

## Gleisanlagen

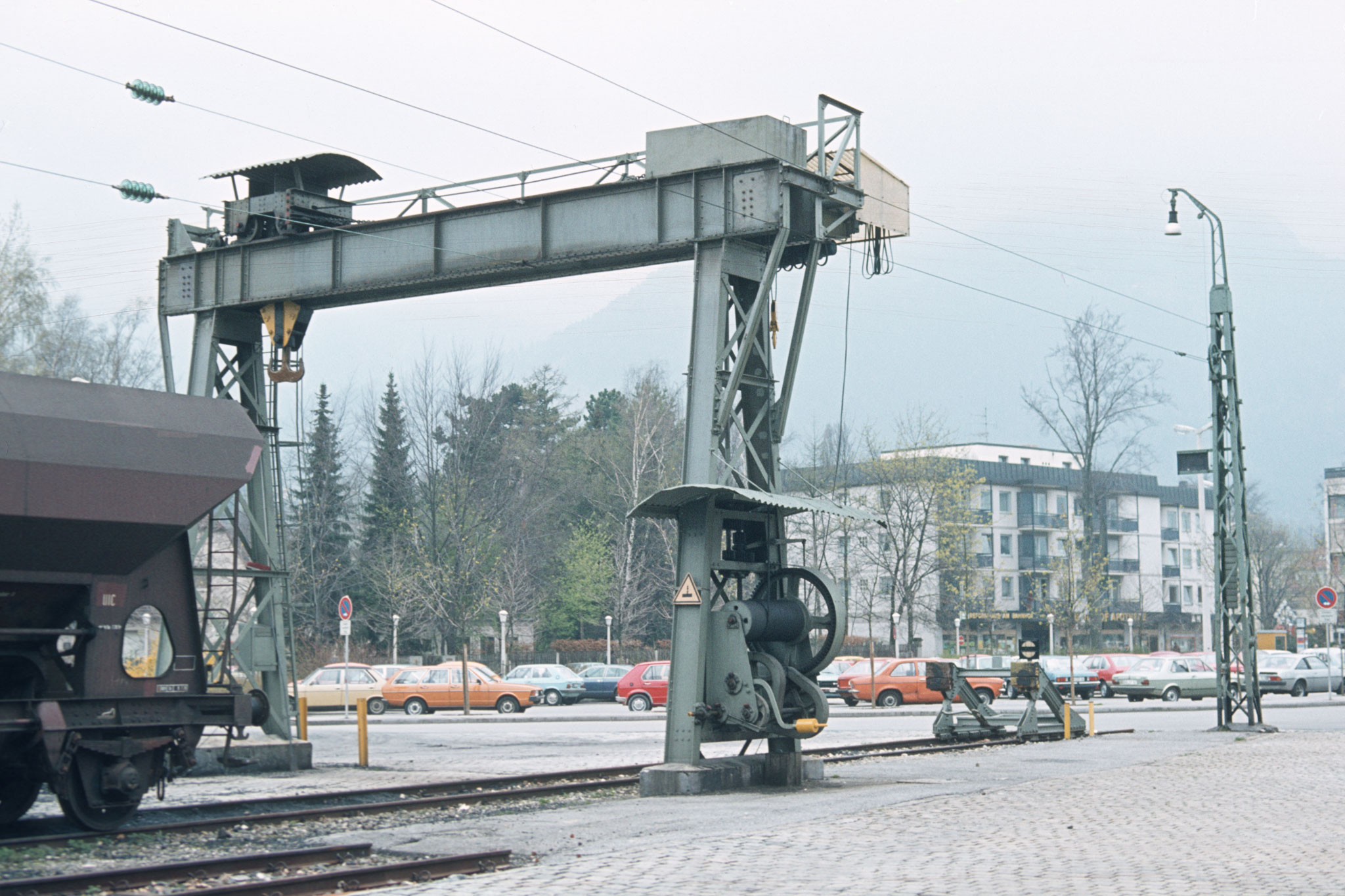
Überladekran an den mittlerweile abgebauten Ladegleisen des Bahnhofs Bad Reichenhall (1979)

Der Bahnhof Bad Reichenhall verfügt über zwei Bahnsteiggleise: Gleis 1 liegt als durchgehendes Streckengleis am Hausbahnsteig und direkt am Empfangsgebäude. Gleis 3 ist am Mittelbahnsteig und ist durch Überqueren des Gleises mit einem gesicherten Überweg zu erreichen. Das Gleis 2 wurde im Zuge einer Renovierung entfernt.
Die Bahnsteige wurden 2012 barrierefrei umgebaut. Jeder ist überdacht und verfügt über dynamische Fahrgastinformationen. Die Bahnsteige haben eine Länge von 210 Metern und eine Höhe von 550 Millimetern über Schienenoberkante.
Weiterhin zweigt vom durchgehenden Streckengleis ein Abstellgleis sowie westlich ein Ladegleis mit Laderampe ab. Weitere frühere vorhandene Gleisanlagen wurden zwischenzeitlich abgebaut.